# Cảng Szczecin
Cảng Szczecin [ˈʂt͡ʂɛt͡ɕin] ⓘ (ở Ba Lan gọi chung là Cảng Szczecin) là một cảng biển Ba Lan và bến cảng nước sâu nằm ở Szczecin, Ba Lan. Nó nằm giữa sông Oder và sông Regalica trong Thung lũng Hạ Oder, bên ngoài đầm Szczecin. Trong quá khứ, cảng bao gồm Nhà máy đóng tàu Szczecin hiện không còn tồn tại. Một khu vực thương mại tự do đã được thành lập trong khu vực cảng.
Năm 2006, lưu lượng hàng hóa tại cảng biển tương đương 9,965,000 tấn, chiếm 16,5% tổng lưu lượng hàng hóa của các cảng biển ở Ba Lan. Năm 2007, cảng đã đón nhận sự cập bến của 2895 tàu với trọng tải hơn 100 tấn.
Các cảng Szczecin và Świnoujście được quản lý bởi một cơ quan duy nhất, tạo ra một trong những tổ hợp cảng lớn nhất trên biển Baltic.

## Lịch sử

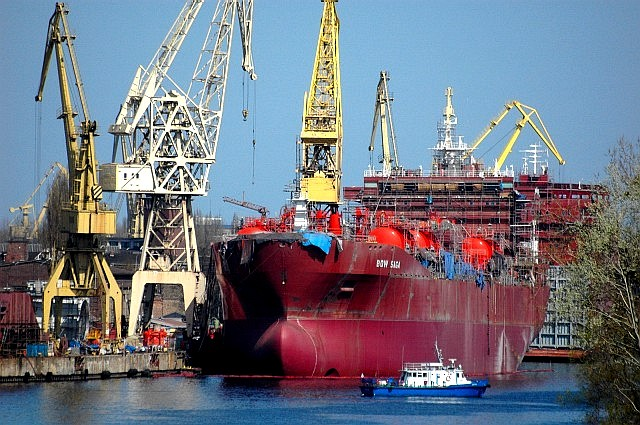
Nhà máy đóng tàu Szczecin hôm nay

Theo Hiệp ước Versailles, việc chuyển hướng trên Oder trở thành đối tượng của các thỏa thuận quốc tế, và theo các điều 363 và 364 thì Tiệp Khắc được quyền cho thuê ở Stettin (nay là Szczecin), nơi có tên là bến cảng của riêng mình, sau đó được gọi là Tschechoslowakische.
Hợp đồng cho thuê giữa Tiệp Khắc và Đức, và được giám sát bởi Vương quốc Anh, đã được ký kết vào ngày 16 tháng 2 năm 1929, và sẽ hết hạn vào năm 2028, tuy nhiên, sau năm 1945, Tiệp Khắc không giành lại được vị trí pháp lý này, thực tế đã bị bãi bỏ vào năm 1938/1939. Một hợp đồng tương tự vẫn có hiệu lực đối với cảng Moldauhafen ở Hamburg cho đến năm 2028.